# Max Bock (General)
Max Bock (* 23. Oktober 1878 in Sackrau bei Breslau; † 12. November 1945 in der Nähe von Brest-Litowsk) war ein deutscher General der Infanterie im Zweiten Weltkrieg.

## Leben
Max Bock trat am 29. August 1898 als Fahnenjunker in das Pommersche Jäger-Bataillon Nr. 2 der Preußischen Armee in Kulm ein. Er avancierte Mitte August 1899 zum Leutnant und wurde am 12. September 1902 mit Wirkung zum 1. Oktober 1902 in die Maschinengewehr-Abteilung Nr. 4 versetzt, die seinem Stammbataillon zugeteilt war. Nach seiner Beförderung Mitte September 1909 zum Oberleutnant war Bock ab Oktober 1909 zur weiteren Ausbildung für drei Jahre an die Kriegsakademie in Berlin kommandiert. Daran schloss sich ab 1. April 1913 seine Kommandierung zum Großen Generalstab sowie am 1. Oktober 1913 die Beförderung zum Hauptmann an.
Mit der Mobilmachung anlässlich des Ersten Weltkriegs wurde Bock Adjutant des Generalmeisters Ost. Im weiteren Kriegsverlauf war er von Juli 1915 beim Stab des Chefs des Feldeisenbahnwesens, kam im Jahr darauf zum Generalstab der 9. Armee und war 1917 beim Generalstab der 4. Ersatz-Division sowie des Feldheeres. Ab 1918 wirkte Bock wieder beim Stab des Chefs des Feldeisenbahnwesens und stieg Mitte April 1918 zum Major auf.
Nach dem Krieg war Bock ab Oktober 1919 für ein Jahr beim Stab des Wehrkreiskommandos II und anschließend bei Stab der 2. Division der Reichswehr. Unter Verleihung des Charakters als Oberstleutnants wurde er am 15. Juni 1921 aus der Armee verabschiedet.
Am 1. Januar 1935 trat Bock als Oberst wieder in die Reichswehr ein und wurde ein Jahr später unter gleichzeitiger Beförderung zum Generalmajor zum Kommandeur der Heeresdienststelle 2 in Deutsch Krone ernannt. Ab dem 1. April 1937 war er Kommandeur der 11. Infanterie-Division und stieg in dieser Eigenschaft am 1. Februar 1938 zum Generalleutnant auf. Mit seiner Division nahm er zu Beginn des Zweiten Weltkriegs am Überfall auf Polen teil. Nach dem Abschluss der Kampfhandlungen gab er sein Kommando ab und wurde zum Kommandierenden General des Stellvertretenden Generalkommando des XX. Armeekorps ernannt. Damit wurde er Befehlshaber des Wehrkreises XX (Danzig) und am 1. Dezember 1940 zum General der Infanterie befördert. Am 28. Februar 1943 wurde er von seinem Posten abgelöst, zunächst in die Führerreserve versetzt und am 30. April 1943 unter Verleihung des Deutschen Kreuzes in Silber aus dem Militärdienst verabschiedet.
Nach Kriegsende wurde er im Spätsommer 1945 von der sowjetischen Besatzungsbehörde verhaftet. Während seiner Verschleppung nach Russland ist er Ende 1945 gestorben. Er wurde in Brest-Litowsk beerdigt.